# Ума
У́ма (санскр. उमा, IAST: Umā) — в индийской мифологии дочь Химавата, находящаяся в супружестве с Шивой и получающая в более поздние эпохи индийской мифологии многочисленные другие прозвища. Имя Ума — самое древнее и появляется впервые как имя супруги бога Рудры, прототипа Шивы, уже в ведийских текстах (Тайттирия-араньяка и Кена-упанишада). В Ригведе оно ещё не встречается. В Кена-упанишаде Ума является посредницей между Брахманом и богами; оно по-видимому отождествляется с олицетворением речи — Вач (санскр. वाच्, IAST: Vāc, лат. vox). В числе позднейших легенд об Уме есть рассказ о том, как она была застигнута мудрецами риши в лесу Гаури в то время, как находилась в объятиях Шивы. Разгневанный бог обрек каждого самца, который с тех пор вошел бы в лес, на превращение в самку. Подобная же история рассказывается и о богине Рохини, супруге Чандры (месяца), или Сомы, которую последний застиг в объятиях Шивы. Шива обратил обманутого супруга в женщину, и с этих пор Чандра, или Сома, получил женский пол. Ума считается матерью богов Ганеши и Картикеи.